# Maya Sar
Maya Sar, pseudonimo di Maja Hodžić Sarihodžić (mǎːja sǎrixodʒitɕ) (Tuzla, 12 luglio 1981), è una cantautrice bosniaca.
Ha rappresentato la Bosnia ed Erzegovina all'Eurovision Song Contest 2012, classificandosi 18ª nella finale dell'evento.

## Biografia
Nata a Tuzla, nella Repubblica Socialista Federale di Jugoslavia, iniziò ad appassionarsi alla musica, esibendosi come corista per Deen all'Eurovision Song Contest 2004 e Dino Merlin all'Eurovision Song Contest 2011. Ha ottenuto un Bachelor of Music presso l'Accademia musicale di Sarajevo, affiliata all'Università di Sarajevo, nel 2005, specializzandosi in pianoforte.
Il 15 dicembre 2011 l'emittente bosniaca BHRT ha confermato che Maya Sar avrebbe rappresentato la nazione all'Eurovision Song Contest 2012 di Baku, capitale dell'Azerbaigian. Il 15 marzo dell'anno successivo la cantante ha rivelato il singolo che avrebbe portato alla manifestazione, ossia Korake ti znam (dal bosniaco: Conosco i tuoi passi). La cantante si è esibita 17ª nella seconda semifinale dell'evento, qualificandosi per la finale dove si è classificata 18ª con 55 punti.

## Discografia

### Album
- 2013 - Krive riječi

### Singoli
- 2010 - Nespretno
- 2012 - Korake ti znam